# 小竹文夫
小竹 文夫（おだけ ふみお、1900年1月18日 - 1962年10月16日）は、日本の東洋史学者。

## 経歴
出生から修学期
1900年、石川県で生まれた。上海の東亜同文書院で学び、1922年6月に卒業後（第19期生）。1928年。その後、京都帝国大学文学部東洋史学科を卒業。
東洋史研究者として
修了後は、東亜同文書院大学教授となった。
戦後は金沢大学、東京教育大学で教授を務めた。1961年、学位論文『清代社会経済史の基礎研究：人口と耕地の問題』を東京教育大学に提出して文学博士号を取得。1962年に死去。

## 研究内容・業績
司馬遷『史記』の全訳を弟の小竹武夫と共に行った。

## 著作
著書
- 『現代支那史』弘文堂書房 1940
- 『近世支那経済史研究』弘文堂書房 1942
- 『支那の自然と文化』弘文堂書房 教養文庫 1947
- 『上海三十年』弘文堂 アテネ文庫 1948
- 『中国社会 社会科文庫』三省堂 1949
- 『東洋歴史辞典』弘文堂 アテネ文庫 1953
- 『中国の思想問題：胡風事件をめぐって』大学出版協会 1956
- 『中共の人民公社について』日本文化連合会叢書 1959

共著編
- 『世界史 東洋』鈴木俊共編、雄渾社 1956
- 『世界史辞典』編、岩崎書店(学生の辞典新書) 1957年
- 『世界人名辞典』編、岩崎書店(学生の辞典新書) 1957
- 『東洋史』鈴木俊共編、有信堂 1957
- 『現代中国革命史 人民政府の成立について』草野文男共著、弘文堂(アテネ新書) 1958
- 『百家争鳴：中共知識人の声』編著、弘文堂 1958年
- 『元史刑法志の研究訳註』岡本敬二共編著、教育書籍 1962年

訳書
- 『史記 現代語訳』(全7巻) 司馬遷著、小竹武夫共訳、弘文堂 1956-1957
  - 文庫化 ちくま学芸文庫(全8巻) 1995